# Gillian Andersonová
Gillian Leigh Andersonová (* 9. srpna 1968, Chicago) je americká a britská herečka, která v letech 1993–2002 ztvárňovala postavu agentky Scullyové v seriálu Akta X. Mezi její další role patří například detektivka Stella Gibson v krimi seriálu Pád, sexuální terapeutka Jean Milburnová v komediálním seriálu Sexuální výchova nebo politička Margaret Thatcherová v historickém seriálu Koruna.

## Mládí
Několik měsíců po narození malé Gillian se celá rodina přestěhovala z Chicaga do Velké Británie, kde Gillianin otec nastoupil na studia na tamější londýnské filmové škole. Krátce po jejích jedenáctých narozeninách se celá rodina přemístila zpět do Spojených států. V Michiganu pokračovala Gillian v docházce na základní školu Fountain Elementary a později ve studiu na střední škole City Middle and High School. Maturovala v roce 1986. Hereččinou velkou vášní v této době bylo divadlo, a tak, když se Gillian ve svých 22 letech přestěhovala do New Yorku, krom zaměstnání číšnice hrála i v některých newyorských divadlech. První velký úspěch měla s divadelní hrou Absent Friends. Gillian se však v New Yorku nedokázala udržet a začala cestovat po celých státech. Ve svých 24 letech se dostala až do Los Angeles, kde (ač se původně odmítala účastnit konkurzů do seriálů) si jí všiml scenárista Chris Carter, který za tuto budoucí představitelku Dany Scullyové ve svém seriálu Akta X bojoval tolik, že nakonec k jejímu účinkování v novém sci-fi svolili i producenti.

## Soukromý život
Gillian Andersonová a Clyde Klotz se brali 1. ledna 1994 na Havaji, jejich manželství trvalo necelé dva roky, až bylo definitivně rozvedeno v roce 1997. Rozvod urychlilo obvinění ze znásilnění, které bylo na Klotze podáno. Mají spolu dceru Piper, která se narodila 25. září 1994.
Druhého manžela Juliana Ozanne si Andersonová vzala na Vánoce 29. prosince 2004, zůstala s ním rok a půl do dubna 2006. Již v době rozchodu byla několik měsíců těhotná a její druhé dítě, syn Oscar, se po menších komplikacích narodil 1. listopadu 2006, otcem je podnikatel Mark Griffiths. Spolu mají i druhého syna, Felixe, který se narodil v roce 2008. O čtyři roky později se pár rozešel.

## Filmové role
Gillian se producentům stále příliš nezamlouvala a všudypřítomné napětí povolil až obrovský úspěch, kterého Akta X během prvních dvou let vysílání dosáhla. I přes obrovský úspěch seriálu se Gillian nenaskytla žádná skutečně velká filmová role (jako tomu bylo v případě Davida Duchovnyho, jejího seriálového partnera Foxe Muldera, který se po skončení seriálu s úspěchem věnoval filmovým rolím). Mimo celovečerní film Akta X z roku 1998 se její pravděpodobně nejznámější filmovou rolí stala ve snímku The Turning (1997), kde Gillian v několika scénách vystupuje nahá. V roce 2000 se objevila v televizním filmu The House of Mirth, navzdory názvu Dům radovánek se jedná o komorní historické drama. Z dalších projektů, ve kterých se herečka objevila v hlavní rolí, lze jmenovat The Mighty Celt z roku 2005 a Straightheads z roku 2007. V roce 2008 ztvárnila agentku Scullyovou v druhém celovečerním filmu Akta X.